# Cuthwulf (Rochester)
Cuthwulf († zwischen 868 und 880) war Bischof von Rochester. Er wurde zwischen 862 und 868 zum Bischof geweiht und trat im selben Zeitraum das Amt an. Er starb zwischen 868 und 880.